# Corydendrium parasiticum
Corydendrium parasiticum is een hydroïdpoliep uit de familie Oceaniidae. De soort werd in 1767 beschreven door Linnaeus. 